# 乌力格尔
乌力格尔，又称蒙古说书，为蒙古族的一种说唱艺术。发源于扎鲁特旗，流传于内蒙古自治区以及东北三省的蒙古族聚集区；在俄罗斯的布里亚特共和国也有流传。2006年，乌力格尔被列入中华人民共和国第一批国家级非物质文化遗产名录。在内蒙古，以蒙语播出的电视频道和广播频率也会播出有关节目。

## 形式
乌力格尔通常以两句或四句为一节，常押头韵。乌力格尔作品可长可短，可分章回。有些艺人可表演长达数月的长篇故事。:57,58
乌力格尔分为好几种，其中单说书却不用任何乐器伴奏的乌力格尔叫做“雅巴干乌力格尔”或“呼瑞乌力格尔”；用朝尔伴奏的，叫做“朝仁乌力格尔”；而使用四胡伴奏的，是为“胡仁乌力格尔”。
乌力格尔中有一类称为“本森乌力格尔”，是基于文本故事的乌力格尔。其表演方式有三类：无伴奏，手持“本子”说唱者；演奏四胡伴奏而说唱者；为贵人或不识字者朗诵“本子”者。:50